# Подцероб, Алексей Борисович
Алексе́й Бори́сович Подцеро́б (род. 18 декабря 1943) — советский и российский дипломат. Сын советского дипломата Б. Ф. Подцероба.

## Биография
Окончил МГИМО (1967) и Дипломатическую академию (1982).
На дипломатической работе с 1967 года. Занимал различные должности в Посольствах СССР в Алжире, Ливии, Египте, в частности в Постпредстве СССР/РФ при ООН.
- С 31 декабря 1992 по 23 августа 1996 года — чрезвычайный и полномочный посол Российской Федерации в Ливии[1][2].
- В 1996—2000 годах — заместитель директора департамента Ближнего Востока и Северной Африки МИД России.
- С 26 июля 2000 по 11 апреля 2006 года — чрезвычайный и полномочный посол Российской Федерации в Тунисе[3][4].

Кандидат исторических наук. Сотрудник Института востоковедения РАН, директор Центра «Российско-арабский диалог» при Институте востоковедения. Член Российско-Тунисского делового совета. Владеет арабским, французским, английским и немецким языками.

## Семья
Женат, имеет двух дочерей.

## Дипломатический ранг
- Чрезвычайный и полномочный посланник 1 класса (12 августа 1992)[5].
- Чрезвычайный и полномочный посол (18 июля 1995)[6].

## Награды
- Медаль «За трудовое отличие».

## Основные работы
- Шведов А. А., Подцероб А. Б. Российско-алжирские отношения. М., 1986.
- Подцероб А. Б. Бескрайние просторы Сахары. М., 2010. ISBN 978-5-91501-015-3
- Подцероб А. Б. Россия и арабский мир. М., 2015.